# Epimedium acuminatum
Epimedium acuminatum är en berberisväxtart som beskrevs av Adrien René Franchet. Epimedium acuminatum ingår i släktet sockblommor, och familjen berberisväxter. Inga underarter finns listade i Catalogue of Life.